# Jake Zyrus
Charmaine Clarice Relucio Pempengco (sinh ngày 10 tháng 5 năm 1992 tại Cabuyao, Laguna, Philippines), được biết đến với nghệ danh một thời Charice và hiện tại là Jake Zyrus, là một ca sĩ người Philippines trở nên nổi tiếng thông qua YouTube. Được Oprah Winfrey gọi là "cô gái tài năng nhất trên thế giới", Charice xuất bản studio album đầu tiên của cô, Charice, trong năm 2010. Album này đã leo đến thứ 8 trong bảng xếp hạng Billboard 200, khiến cô trở thành ca sĩ đơn ca người châu Á đầu tiên trong lịch sử vào được Top 10 của bảng xếp hạng album Billboard 200.
Đĩa đơn "Pyramid" của cô, với khách mời là ca sĩ Iyaz, là đĩa đơn thành công nhất của Charice cho tới nay. Bài hát lọt vào Top 40 tại một số nước sau khi ra mắt ở The Oprah Winfrey Show với Charice hát trực tiếp. Chuyển qua truyền hình, Charice tham gia vào phim truyền hình Glee với vai Sunshine Corazon. Charice cho ra đĩa đơn "Before It Explodes" - nhạc của Bruno Mars, với tư cách là bài hát mở màn cho album Infinity của cô.
Trong tháng 3 năm 2012, cô trở thành một trong bốn giám khảo của The X Factor Philippines, bắt đầu phát sóng trên kênh ABS-CBN trong tháng 6 cùng năm.
Tháng 5 năm 2015, cô tái hợp với người thầy cũ của mình, David Foster bằng cách hát bài "Lay Me Down" của Sam Smith trong chương trình Asia's Got Talent.
Năm 2017, Charice công bố một tên mới, Jake Zyrus, và tiết lộ rằng anh đã cắt cả hai vú và đã bắt đầu điều trị testosterone.